# Roodkeelrotszwaluw
De roodkeelrotszwaluw (Ptyonoprogne rufigula) is een vogel uit de familie van zwaluwen (Hirundinidae). Dit taxon werd in 1884 als aparte soort Cotyle rufigula door de Duitse vogelkundigen Gustav Fischer en Anton Reichenow geldig beschreven.

## Kenmerken
De dieren worden 11 tot 12 centimeter groot. De verschillen met de grote rotszwaluw  (P. fuligula) zijn gering. De roodkeelrotszwaluw is iets kleiner dan de grote rotszwaluw, die vroeger ook als ondersoort werd beschouwd. Verder is de soort iets donkerder grijsbruin en van onder roodbruin gekleurd.

## Verspreiding en leefgebied
Er zijn drie ondersoorten:
- P. r. pusilla: van zuidelijk Mali tot Ethiopië en Eritrea.
- P. r. bansoensis: van Sierra Leone tot Nigeria en Kameroen.
- P. r. rufigula: van noordelijk Nigeria en Tsjaad tot Ethiopië, zuidelijk naar noordelijk Tanzania.

Het is oorspronkelijk een vogel van droge berggebieden met steile rotswanden en kloven tot op 4000 m boven de zeespiegel. De soort komt echter ook in steden voor in droge woestijnachtige gebieden. Buiten de broedtijd ook in vochtig terrein zoals bij plassen en moerassen.

## Status
De grootte van de wereldpopulatie is niet gekwantificeerd. Men veronderstelt dat de soort in aantal stabiel is. Om deze redenen staat de roodkeelrotszwaluw als niet bedreigd op de Rode Lijst van de IUCN.